# Arnold-Arboretum
Das Arnold-Arboretum ist ein Herbarium und Botanischer Garten der Harvard University in Boston im Bundesstaat Massachusetts der Vereinigten Staaten. Es wurde ursprünglich als Arboretum angelegt, setzt also seinen Schwerpunkt auf verholzende Bäume und Sträucher. Die Anlage ist nach dem Kaufmann James Arnold (1781–1868) benannt, dessen Erbe die Gründung 1872 mit ermöglichte.

## Geschichte

### Gründung

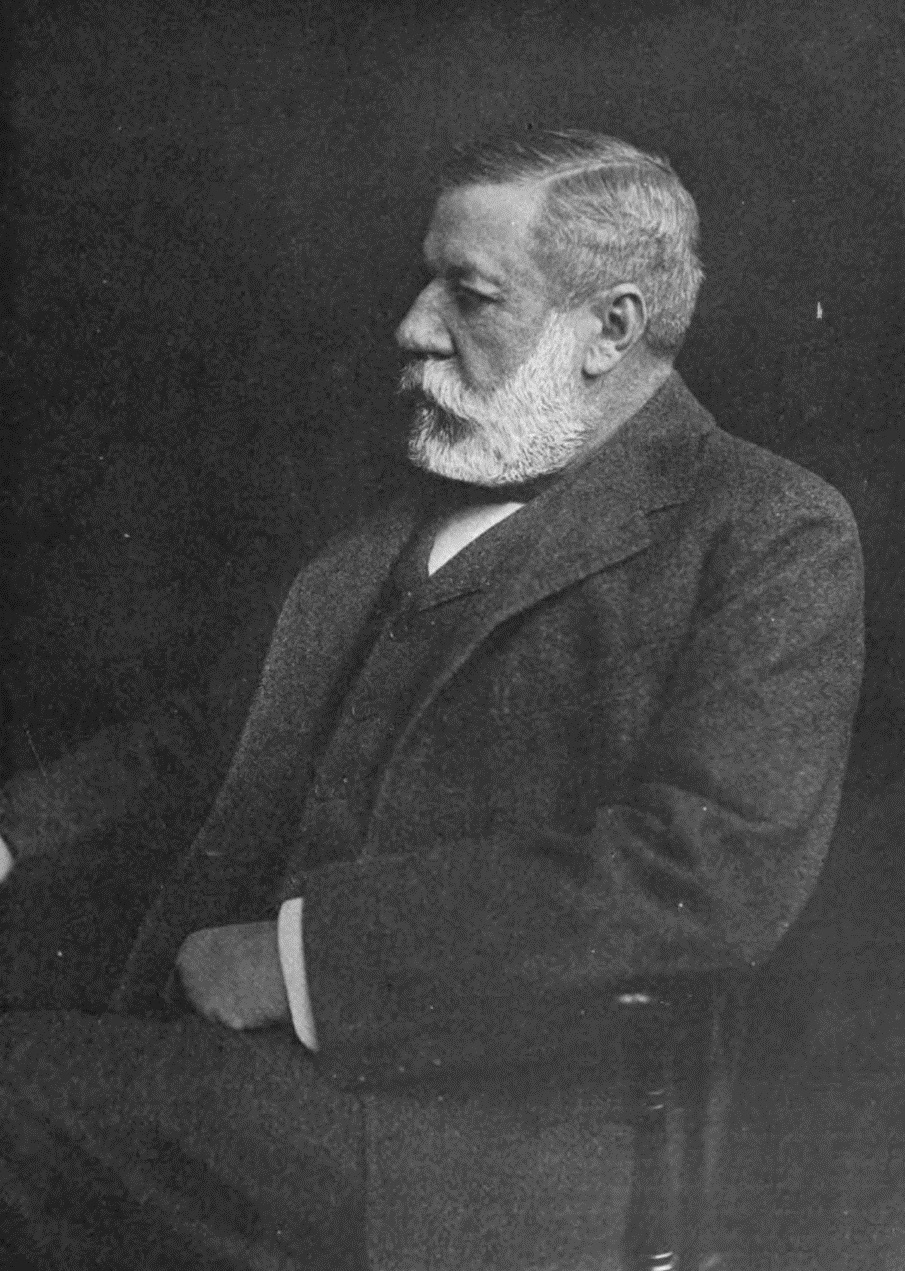
Charles Sprague Sargent, der erste Direktor des Arnold-Arboretums

Die Gründung des Arnold-Arboretums geht auf James Arnold (* 9. September 1781 in Providence, Rhode Island; † Dezember 1868 in New Bedford) zurück. Arnold war ein erfolgreicher Geschäftsmann, der sich auch für Landwirtschaft und Gartenbau interessierte. 1847 gehörte er zu den Gründern der New Bedford Horticultural Society. James Arnold starb im Dezember 1868 in New Bedford, seine Ehefrau sowie die einzige Tochter waren bereits vor ihm verstorben. Er hatte bereits 1867 testamentarisch verfügt, dass 100.000 $ seines Vermögens für die Förderung der Landwirtschaft und des Gartenbaus eingesetzt werden sollten. Als Verwalter seines Erbes hatte er den Anwalt Francis E. Parker, den Lehrer und Philanthropen George Barrell Emerson sowie den Kaufmann und Bankdirektor John James Dixwell, eingesetzt, die vorschlugen, die Summe dem Direktorium des Harvard College zur Gründung eines Instituts mit diesen Zielen zur Verfügung zu stellen.
Das Direktorium des Harvard Colleges beschloss, das Vermögen zur Gründung eines Arboretums einzusetzen, das dem Botanischen Fachbereich des Colleges angegliedert werden sollte. Die neu gegründete Einrichtung sollte zum einen Bäume, Sträucher und Stauden der Region sammeln und ausstellen und zum anderen auch der Vermittlung des Wissens über diese Pflanzen dienen. Bereits 1842 hatte der Geschäftsmann Benjamin Bussey (* 1757 in Stoughton; † 1842) das Harvard College testamentarisch mit einer Stiftung bedacht. Diese umfasste die Mittel für Gründung des Bussey Instituts, einer Schule für Landwirtschaft und Gartenbau, an der praktischer Landbau, Ziergartenbau, Botanik und naturwissenschaftliche Grundlagenfächer unterrichtet wurden. Außerdem hatte Bussey dem Harvard College sein Anwesen Woodland Hill in Jamaica Plain, Massachusetts als Sitz der Schule vermacht. Bussey hatte allerdings verfügt, dass zunächst seine Enkelin Maria Bussey Motley, das Anwesen bis zu ihrem Tod bewohnen durfte, bevor es an das College übergeben werden sollte. Maria Bussey Motley stellte schließlich 1870 sieben Acres für den Bau des Bussey Instituts frei, das 1871 fertig gestellt wurde.
Die Gründung des Arnold-Arboretums wurde schließlich 1872 durch einen Vertrag zwischen den Testamentsverwaltern und dem Direktorium des Harvard College gegründet. Während aus der Arnold-Stiftung die für die Anlage, Bepflanzung und Pflege des Arboretums benötigten Mittel zur Verfügung standen, wurde beschlossen, für die Anlage das Grundstück zu verwenden, das dem College durch die Bussey-Stiftung zugefallen war. Dabei wurde vereinbart, dass das Vermögen in sich abgeschlossen bleiben sollte und erst ausgegeben werden sollte, wenn es sich durch Zinsen zu einer Summe von 150.000 $ angehäuft hatte. Zudem sollte gewartet werden, bis das Land der Bussey-Erbes für das Projekt frei wurde. Es wurde verfügt, dass mit den Mitteln ein Arboretum angelegt werden sollte, das zu Ehren des Stifters den Namen Arnold-Arboretum tragen sollte. Außerdem sollte mit dem Vermögen die Arnold-Professur finanziert werden.
Im gleichen Jahr wurde der Botaniker und Dendrologe Charles Sprague Sargent zum Kurator, am 24. November 1873 dann auch zum Direktor des neu gegründeten Arboretums ernannt. Da zu diesem Zeitpunkt gerade erst die Fläche, auf der das Arboretum entstehen sollte, ausgewiesen worden war und es noch kein Institutsgebäude gab, bezog Sargent zunächst je einen Büroraum im Bussey-Institut, das sich in unmittelbarer Nähe des geplanten Arboretums befand, sowie im Gebäude des Gray Herbariums in Cambridge. Sargent richtete außerdem auf seinem privaten Anwesen Holm Lea eine Bibliothek und ein Herbarium, später brachte er hier auch vorübergehend die Verwaltung des Arboretums unter. Diese siedelte 1892 in das Hunnewell-Gebäude um, das auf dem Gelände des Arnold-Arboretums errichtet worden war und fortan als dessen Verwaltungssitz diente.

### Anlage des Arboretums

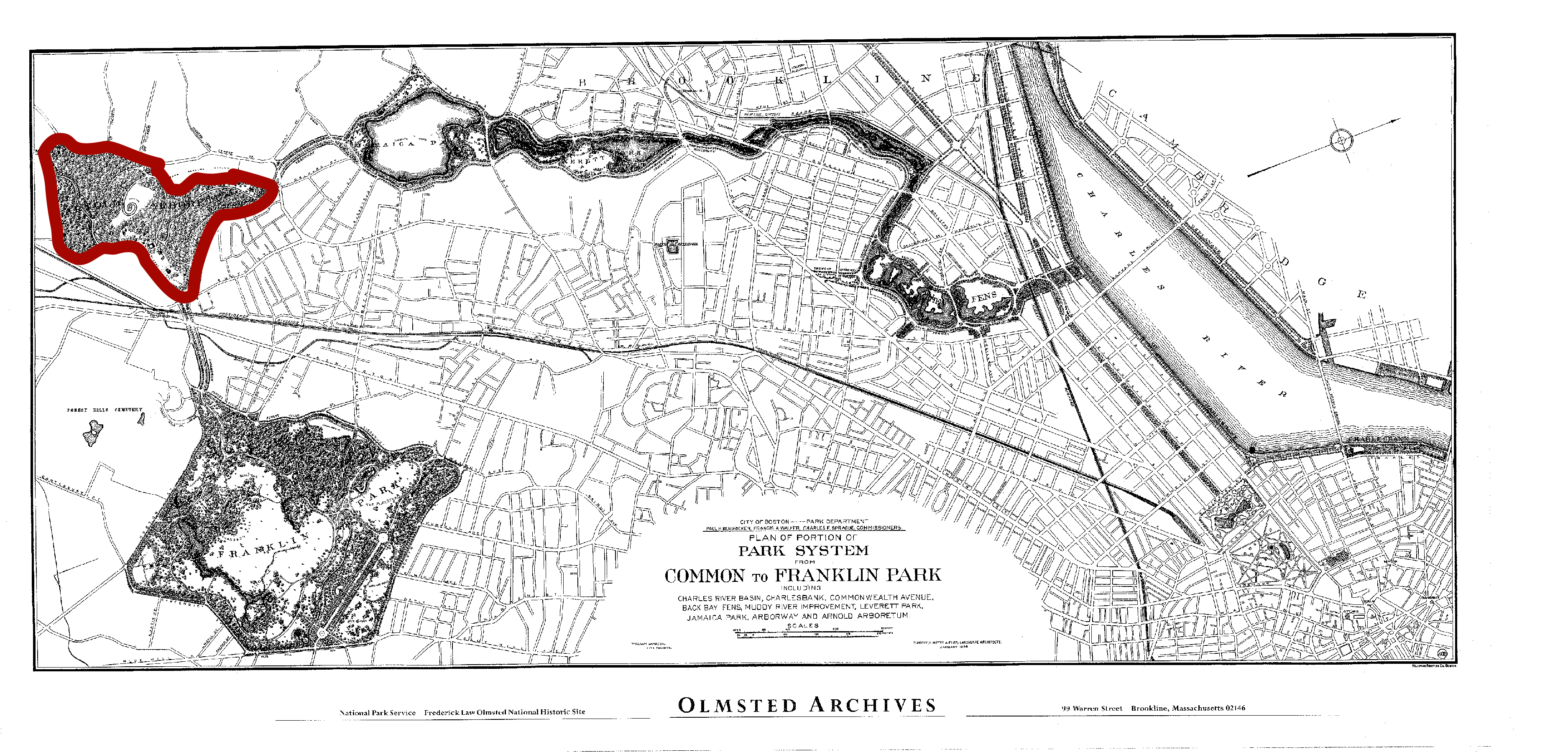
Lage des Arnold-Arboretums im Bostoner Emerald Necklace

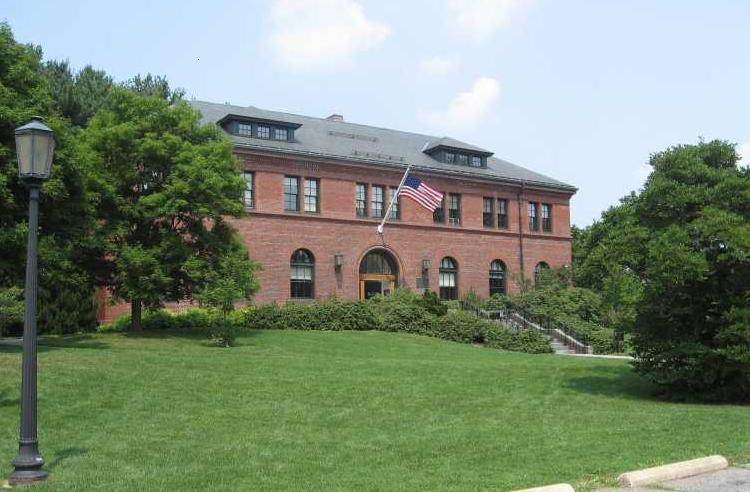
Das von Horatio Hollis gestiftete Hunnewell Building, Hauptgebäude und Verwaltungssitz des Arboretums

Charles Sprague Sargent arbeitete fast zehn Jahre lang an der Planung des Arboretums und seiner Anlage. Da es sich bei dem Arnold-Arboretum um das erste Arboretum in den USA handelte, konnte er sich dabei nicht an einem Vorbild orientieren. Sargent schrieb später, dass weder er als der zukünftige Leiter des Arboretums, das Direktorium des Harvard Colleges, bei der Gründung auch nur eine vage Idee davon gehabt hätten, was ein Arboretum eigentlich sein sollte und mit welchem Aufwand an Arbeit und finanziellen Mitteln dessen Unterhalt verbunden war. Da die Kosten der Anlage bei weitem nicht durch das von James Arnold gestiftete Vermögen aufgebracht werden konnten, suchte Sargent selber weitere Sponsoren und Geldgeber, um das Arboretum finanzieren zu können. Er konnte dabei seine guten Kontakte zur vielen wohlhabenden Bostoner Familien nutzen, so dass es ihm gelang, die nötigen finanziellen Mittel einzuwerben. Bei der Anlage des Arboretums stieß man zudem auf das Problem, dass das Gelände durch Überweidung und Verwilderung stark geschädigt war und teilweise aufwendig rekultiviert werden musste.
Ab 1874 stand Charles Sprague Sargent in engem Kontakt mit dem Landschaftsarchitekten Frederick Law Olmsted, mit dem er sich über die Idee, das Gelände der Stadt Boston zu übereignen, die im Gegenzug Geldmittel für die Anlage des Arboretums zur Verfügung stellen sollte, austauschte. Nach seinen Vorstellungen sollte das Arboretum sowohl eine Freizeiteinrichtung für die Bürger als auch ein enzyklopädisches Baum-Museum für Wissenschaftler sein und in die Parklandschaft von Boston eingebunden werden. 1878 beauftragte Sargent Olmsted, mit dem ihn ähnliche wissenschaftlichen und künstlerische Ziele verbanden, mit dem Entwurf eines Wegesystems sowie eines Lageplans mit für bestimmte Pflanzenfamilien und -gattungen ausgewiesenen Arealen. Bei der Anordnung der Pflanzen orientierte sich Olmnsted an der botanischen Klassifikation nach George Bentham und Hooker.
Konkrete Verhandlungen zwischen Sargent, dem Harvard-Direktorium und der Stadt Boston über die Übertragung des Geländes begannen schließlich im Jahr 1877, zogen sich aber über Jahre hin, da zunächst sowohl das College als auch die Stadt Vorbehalte gegen eine Übernahme des Geländes hatten. Sargent waren während dieser Zeit die Hände gebunden, er konnte ohne die Zustimmung der Stadt Olmsteds Wege- und Pflanzsplan nicht umsetzen, zudem hatte er mittlerweile große Platzprobleme, da die in Baumschulen des Arboretums herangezogenen Bäume und Sträucher nicht ausgepflanzt werden konnten. Nachdem der Rat der Stadt im Oktober einen Vertragsentwurf durch Abstimmung abgelehnt hatte, initiierten Sargent und Olmsted gemeinsam eine öffentliche Campagne, während der die „Arboretum Question“ in den Zeitungen erörtert wurde. Sie verfassten eine Petition, die von 1.305 der einflussreichsten Bostoner Bürger unterzeichnet wurde und erreichten schließlich, dass der Stadtrat bereits im Dezember 1882 einem Vertrag zustimmte, der im Wesentlichen Sargents Vorstellungen entsprach. Die Ausarbeitung der genauen Vertragsbedingungen dauerte ein weiteres Jahr, so dass der Vertrag erst am 20. Dezember 1883 unterzeichnet wurde. Danach kaufte die Stadt Boston 1882 der Harvard University das 120 Acre umfassende Grundstück des Arboretums ab, wodurch es der Bostoner Parkverwaltung unterstellt wurde. Die Stadt erwarb außerdem ein weiteres Grundstück von 48 Acres, dass dem ursprünglichen Gelände zugeschlagen wurde. Der Harvard-Universität wurde vertraglich zugesichert, das Gelände für eine symbolische Summe von einem Dollar pro Jahr und für eine Zeitdauer von 1.000 Jahren pachten zu können. Die Stadt Boston verpflichtete sich, für den Unterhalt der Begrenzungsmauer, der Tore und des Wegesystems aufzukommen und innerhalb des Arboretums eine polizeiliche Überwachung zu stellen. Der Verwaltung des Arboretums wurde völlige Autonomie bei Entscheidungen, die die Pflanzensammlung und deren Pflege betreffen sowie bei der Verwaltung der Gebäude zugesichert. Im Gegenzug verpflichtete sie sich dazu, dass Arboretum das gesamte Jahr über bei freiem Eintritt der Bevölkerung zugänglich zu machen.
Das Arnold-Arboretum wurde damit außerdem Teil von Olmsted zwischen 1879 und 1896 entworfenen Bostoner Emerald Necklace, einem Zusammenschluss von Parks in Boston und Brookline. Die Parks, die durch Alleen und Wasserwege miteinander verbunden sind, haben eine Gesamtfläche von ca. 4,5 km². Der Name Emerald Necklace (Smaragdkollier) bezieht sich dabei auf die Form der Parklandschaft auf der Landkarte, die vom „Nacken“ der Bostoner Halbinsel herunter zu hängen scheint. In dem Parksystem stellt das im Nord-Westen Arnold-Arboretum ein wichtiges Verbindungsstück zwischen dem südlich gelegenen Franklin-Park und der sich von Westen nach Osten ziehenden Kette von Parks dar.
Nach dem Abschluss des Vertrages mit der Stadt Boston konnte sich Sargent endlich verstärkt der Anlage der Anpflanzungen, Erweiterung der Pflanzensammlung und der baulichen Ausstattung des Arboretums widmen. Noch im Jahr 1883 begann die Stadt Boston mit der Anlage des Wegesystems. 1885 konnte mit der Anpflanzung der ersten Baumgruppen begonnen werden. Den Grundstock des Arboretums bildeten zunächst die einheimischen Gehölze, die auf der zuvor weitgehend verwilderten Fläche vorgefunden worden waren. Als erstes wurden die Gehölzsammlungen der Gattungen Fagus, Fraxinus, Ulmus und Carya angelegt.
Für den Unterhalt der Gebäude des Arboretums wurde schließlich ein separater Fonds eingerichtet. Durch eine großzügige Zuwendung von Horatio Hollis Hunnewell im Jahr 1892 konnten sowohl die Koniferensammlung als auch der Bau eines Verwaltungsgebäudes, dem Hunnewell Building, finanziert werden, das damals als Museum genutzt wurde.
Seit dem 12. Januar 1965 hat das Arboretum den Status einer National Historic Landmark. Das Arnold-Arboretum wurde am 15. Oktober 1966 als Stätte in das National Register of Historic Places aufgenommen.

## Exponate
Das Arnold-Arboretum umfasst etwa 13.000 Pflanzen, die zirka 4.000 botanische Arten repräsentieren. Einen Schwerpunkt bilden Gehölzarten aus Nordamerika und Ostasien. Die Sammlung wurde früher unter anderem durch Pflanzensammlungen aus Ostasien von Charles Sprague Sargent, Ernest Henry Wilson, William Purdom, Joseph Hers und Joseph Rock bereichert. In jüngerer Zeit kam Material aus Asien durch die „Arnold-Arboretum-Expedition nach Japan und Korea“ von 1977, die „Sino-American Botanical Expedition“ von 1980 in die chinesische Provinz Hubei und weitere Expeditionen nach China und Taiwan hinzu.

## Mitarbeiter

### Direktoren des Arnold-Arboretums
- 1873–1927: Charles Sprague Sargent
- 1927–1935: Oakes Ames
- 1935–1946: Elmer Drew Merrill
- 1954–1977: Richard A. Howard
- 1978–1987: Peter Shaw Ashton
- 1989–2009: Robert Cook
- seit 2011: Ned Friedman

### Bekannte Mitarbeiter
- Der Pflanzensammler Ernest Henry Wilson bereiste ab 1906 im Auftrag Sargents China, um dort Pflanzen für das Arboretum zu sammeln. Mit dem zwischen 1911 und 1917 erschienenen dreibändigen Werk Plantae Wilsonianae gab Sargent einen Katalog der von Wilson für das Arboretum zusammengetragenen Pflanzensammlung heraus.[13]

- Jackson Thornton Dawson wurde Leiter des Arboretums.[2]

- Der aus Sachsen stammende, um die Jahrhundertwende in die USA ausgewanderte Botaniker Alfred Rehder war von 1918 bis 1940 Kurator des Arnold-Arboretums.

- Die US-amerikanische Botanikerin Susan Adams McKelvey absolvierte zunächst ein Praktikum unter Charles Spragze Sargent am Arnold-Arboretum. Ab 1931 arbeitete sie dort als Forschungsassistentin und unternahm im Rahmen dieser Tätigkeit zahlreiche botanische Sammelreisen.[14]

- Der deutsche Botaniker und Gartenarchitekt Camillo Karl Schneider arbeitete von 1915 bis 1918 am Arnold-Arboretum.

- Der irakischstämmige US-amerikanische Botaniker Ihsan Ali Al-Shehbaz arbeitete von 1985 bis 1990 als Forschungsassistent am Arnold-Arboretum.

- Die chinesische Botanikerin Shiu Ying Hu forschte nach ihrer Promotion bei Elmer Drew Merrill etwa ein halbes Jahrhundert am Arnold-Arboretum.

## Veröffentlichungen des Arboretums
Als wissenschaftliche Einrichtung hat das Arnold-Arboretum auch zahlreiche eigene Publikationen veröffentlicht.
- Von 1888 bis 1897 gab Charles Sprague Sargent die wöchentliche Zeitschrift Garden and Forest heraus, in die Themen Botanik, Gartenbau, Forstwirtschaft und Landschaftsarchitektur behandelt wurden.[11]

- Ab 1911 publizierte das Arboretum das Bulletin of Popular Information. Sargent wollte damit zunächst vor allem Besucher für das Arboretum gewinnen, weshalb das Bulletin zunächst nur während der Vegetationsperiode von Anfang April bis November wöchentlich erschien. Es umfasste jeweils vier Seiten und hatte die Gestalt eines saisonale Führers zu den zum jeweiligen Zeitpunkt gerade blühenden oder fruchtenden Pflanzen des Arboretums in allgemein verständlicher Sprache. Besonders gewürdigt wurden darin die exotischen Pflanzen, die Ernest Wilson in China für das Arbeoretum gesammelt hatte. Das Bulletin wurde allen Interessenten kostenlos zugeschickt. Nach Sargents Tod im März 1927 gab Ernest Henry Wilson das Bulletin weiter heraus, der das bisherige Erscheinungsbild weitgehend beibehielt. Erst nach Wilsons Tod 1933 wurde das Bulletin unter der Herausgeberschaft von Edgar Anderson durch längere Beiträge verschiedener Mitarbeiter des Arboretums erweitert. 1936 übernahm Donald Wyman die Redaktion, von dem sie 1941 der damalige Direktor des Arboretums Elmer Drew Merrill übernahm. Dieser änderte den Titel der Publikation in Arnoldia, womit er den Stifter James Arnold ehren wollte. Ab 1979 erschien die mittlerweile erheblich an Umfang erweiterte Zeitschrift in 6 Ausgaben pro Jahr, seit 1981 wird die vierteljährlich veröffentlicht.[15]

- Der Guide to the Arnold Arboretum erschien im April 1911 als 33-seitiges Büchlein, das die Pflanzensammlung des Arboretums beschrieb und einen Lageplan des Wegenetzes und der verschiedenen Pflanzengruppen enthielt.[15]

- Das Journal of the Arnold Arboretum erschien von 1919 bis 1990 und enthielt wissenschaftliche Artikel zu den Themengebieten Botanik, vor allem Taxonomie und Phylogenie, Pflanzenanatomie, -zytologie, -embryologie, und -ökologie sowie Palynologie.[16]